# Liste der Stolpersteine in Vallendar
In der Liste der Stolpersteine der Ortsgemeinde Vallendar werden die vorhandenen Gedenksteine aufgeführt, die im Rahmen des Projektes Stolpersteine des Künstlers Gunter Demnig in Vallendar verlegt worden sind.
| Adresse              | Name                      | Inschrift | Verlegedatum  | Bild | Anmerkung |
| -------------------- | ------------------------- | --- | ------------- | ---- | --------- |
| Heerstraße 7 ·       | Dr. jur. Arnold Alexander | Hier wohnte Dr. Arnold Alexander Jg. 1889 verhaftet 1938 Dachau deportiert 1942 Izbica ermordet in Sobibor                                                    | 7. Juli 2012  |      |           |
| Heerstraße 7 ·       | Johanna Alexander         | Hier wohnte Johanna Alexander geb. Wolf Jg. 1901 deportiert 1942 Izbica ermordet in Sobibor                                                                   | 7. Juli 2012  |      |           |
| Heerstraße 7 ·       | Rita Alexander            | Hier wohnte Rita Alexander Jg. 1932 Kindertransport 1939 Belgien interniert Mechelen deportiert 1942 ermordet in Auschwitz                                    | 7. Juli 2012  |      |           |
| Heerstraße 7 ·       | Karla Alexander           | Hier wohnte Karla Alexander Jg. 1936 deportiert 1942 Izbica ermordet in Sobibor                                                                               | 7. Juli 2012  |      |           |
| Heerstraße 57 ·      | Max Löb                   | Hier wohnte Max Löb Jg. 1872 deportiert 1942 Theresienstadt ermordet in Treblinka                                                                             | 14. Apr. 2015 |      |           |
| Heerstraße 57 ·      | Hedwig Löb                | Hier wohnte Hedwig Löb geb. Loeb Jg. 1882 deportiert 1942 Theresienstadt ermordet in Treblinka                                                                | 14. Apr. 2015 |      |           |
| Heerstraße 57 ·      | Ernst Löb                 | Hier wohnte Ernst Löb Jg. 1889 "Schutzhaft" 1938 Dachau deportiert 1942 Izbica ermordet                                                                       | 14. Apr. 2015 |      |           |
| Hellenstraße 13 ·    | Sally Salomon             | Hier wohnte Sally Salomon Jg. 1885 deportiert 1942 Izbica ermordet                                                                                            | 23. Feb. 2014 |      |           |
| Hellenstraße 13 ·    | Rosa Salomon geb. Stern   | Hier wohnte Rosa Salomon geb. Stern Jg. 1891 deportiert 1942 Izbica ermordet                                                                                  | 23. Feb. 2014 |      |           |
| Hellenstraße 15 ·    | Ferdinand Löb             | Hier wohnte Ferdinand Löb Jg. 1876 deportiert 1942 Izbica ermordet                                                                                            | 14. Apr. 2015 |      |           |
| Hellenstraße 15 ·    | Sophie Löb geb. Ermann    | Hier wohnte Sophie Löb geb. Ermann Jg. 1880 deportiert 1942 Izbica ermordet                                                                                   | 14. Apr. 2015 |      |           |
| Hellenstraße 46 ·    | Hermann Salomon           | Hier wohnte Hermann Salomon Jg. 1873 deportiert 1942 Theresienstadt ermordet in Treblinka                                                                     | 23. Feb. 2014 |      |           |
| Hellenstraße 46 ·    | Nettchen Salomon          | Hier wohnte Nettchen Salomon geb. Levy Jg. 1875 deportiert 1942 Theresienstadt ermordet in Treblinka                                                          | 23. Feb. 2014 |      |           |
| Hellenstraße 46 ·    | Leopold Nathan            | Hier wohnte Leopold Nathan Jg. 1875 deportiert 1942 Theresienstadt ermordet in Treblinka                                                                      | 23. Feb. 2014 |      |           |
| Hellenstraße 46 ·    | Helene Nathan             | Hier wohnte Helene Nathan geb. Hess Jg. 1875 deportiert 1942 Theresienstadt ermordet in Treblinka                                                             | 23. Feb. 2014 |      |           |
| Löhrstraße 13 ·      | Nikolaus Thielen          | Hier wohnte Nikolaus Thielen Jg. 1901 im Widerstand/KPD Flucht 1933 Luxemburg, Frankreich Rückkehr/Verhaftet 1935–1943 Zuchthaus ermordet 6.1.1944 Mauthausen | 14. Apr. 2015 |      |           |
| Rathausplatz 17 ·    | Max Salomon               | Hier wohnte Max Salomon Jg. 1876 deportiert 1942 Schicksal unbekannt                                                                                          | 23. Feb. 2014 |      |           |
| Rathausplatz 17 ·    | Regina Salomon            | Hier wohnte Regina Salomon geb. Levy Jg. 1886 deportiert 1942 Krasniczyn ermordet Mai 1942 Belzec                                                             | 23. Feb. 2014 |      |           |
| Wilhelm-Roß-Straße · | Felix Löb                 | Hier wohnte Felix Löb Jg. 1886 unfreiwillig verzogen 1938 Mainz deportiert 1942 Piaski ermordet                                                               | 14. Apr. 2015 |      |           |
| Wilhelm-Roß-Straße · | Flora Löb geb. Kahn       | Hier wohnte Flora Löb geb. Kahn Jg. 1898 unfreiwillig verzogen 1938 Mainz deportiert 1942 Piaski ermordet                                                     | 14. Apr. 2015 |      |           |
| Wilhelm-Roß-Straße · | Anna Helene Löb           | Hier wohnte Anna Helene Löb Jg. 1923 Flucht Belgien USA | 14. Apr. 2015 |      |           |
| Wilhelm-Roß-Straße · | Martha-Irma Löb           | Hier wohnte Martha-Irma Löb Jg. 1927 unfreiwillig verzogen 1938 Mainz deportiert 1942 Piaski ermordet                                                         | 14. Apr. 2015 |      |           |